# Virginia, Illinois
Virginia är administrativ huvudort i Cass County i den amerikanska delstaten Illinois. Virginia grundades år 1836 av Henry Hall.